# Feldkapelle (Sennhof)
Die Feldkapelle im Ortsteil Sennhof der Gemeinde Heimertingen im Landkreis Unterallgäu (Bayern) ist ein denkmalgeschütztes Gebäude aus dem 19. Jahrhundert. Der schlichte Bau besitzt ein Satteldach und enthält innen die nahezu lebensgroße Figur eines Salvators. Die Figur dürfte eine Arbeit des 18. Jahrhunderts, nach einem Typus des 14. Jahrhunderts, sein.